# Callanish
El Callanish és un megal·lític situat a la costa oest de l'illa de Lewis, a Escòcia, que data d'uns 3000-2000 aC, just al període Calcolític. Va ser trobat l'any 1857 i es compon de menhirs situats en cròmlech.

## El Callanish
La zona dels voltants del Canallish comprèn uns 21 monuments elevats entre el 3000-2000 aC. El conjunt s'anomena Canallish en anglès i Clachan Chalanais o Tursachan Chalanais en gaèlic escocès. De tots els monuments, el més conegut seria el Canallish I que compta amb un complex d'unes 50 pedres. Al principi, la construcció preveia una simple alineació en direcció sud, fins que se li va afegir un cercle central. Els pots de ceràmica que s'han pogut trobat en la construcció suggereixen una construcció del cercle central cap al 2200 aC. La pedra més gran del cercle central marca l'entrada a un cairn funerari on restres humanes han sigut descobertes. Una campanya d'excavació de l'any 1980 al 1981 va portar a concloure que la cambra funerària va ser afegida ulteriorment i que va ser modificada diversos cops.

## Característiques
Les 13 pedres principals formen un cercle de 13 metres de diàmetre amb un monòlit al centre de 4,8 m d'alçada. Pedres menys altes formen una fila doble en direcció nord, amb línies simples en direcció est, oest i sud.